# Lednické Rovne
Lednické Rovne (en húngaro: Lednicróna) es una ciudad situada al noroeste de Eslovaquia en el valle del río Váh. La ciudad cuenta con 3893 habitantes (2022), de los que alrededor der 98% son de nacionalidad eslovaca.

## Historia
La primera referencia escrita a la ciudad data de 1471.

## Demografía
| Año        | 1994 | 2004    | 2014    | 2024    |
| ---------- | ---- | ------- | ------- | ------- |
| Población  | 4004 | 4209    | 4097    | 3844    |
| Diferencia |      | +5,11 % | −2,66 % | −6,17 % |

| Año        | 2023 | 2024    |
| ---------- | ---- | ------- |
| Población  | 3869 | 3844    |
| Diferencia |      | −0,64 % |

## Patrimonio
- Iglesia de St. Michele
- Parque inglés
- Capilla de St. Ana
- Museo de cristal

## Religión
- Católicos - 85,78 %
- Ateos - 10,07 %
- Luteranos 2,13 %